# Sergio Mauricio Arias
Sergio Mauricio Arias (Provincia de Mendoza, Argentina; 10 de agosto de 1972), más conocido como Toti Arias, es un exfutbolista y actual entrenador del fútbol argentino. Jugó de mediocampista y su último club fue Deportivo Maipú. Actualmente dirige al Atlético Club San Martin de Mendoza, equipo al cual condujo desde el Torneo Regional Federal Amateur 2022-23 al Torneo Federal A, en el cual el club competirá luego de 17 años de ausencia.

## Trayectoria

### Como jugador
Surgió futbolísticamente del Deportivo Guaymallén, luego pasó por Chacras de Coria —donde ganó el Apertura 1998 de la Liga Mendocina—, para después emigrar a Chile y jugar en Audax Italiano, regresando a Mendoza un año más tarde para vestir los colores de Andes Talleres, Gimnasia y Esgrima —donde ganó la Liga Mendocina de 2001—, Atlético Palmira y Deportivo Maipú donde terminó su carrera.

### Como entrenador
El 21 de diciembre de 2012, Arias asumió como entrenador de Gimnasia y Esgrima de Mendoza para afrontar la segunda ronda de la temporada 2012-13 del Argentino B tras la renuncia de Andrés Rebottaro por malos resultados. En dicho club consiguió dos ascensos consecutivos tras ganar primeramente la temporada 2013-14 del Argentino B y luego la segunda etapa de la temporada 2014 del Federal A. Su último partido como conductor del Lobo se produjo en la fecha 28 de la B Nacional 2015 cuando enfrentó a Independiente Rivadavia y perdió por 4:2 en condición de visitante.
En mayo de 2016, se hizo cargo de la conducción técnica de Sportivo Estudiantes de San Luis en la Primera B Nacional. Pero a raíz de malos resultados (1 victoria y 4 derrotas en 5 presentaciones) fue destituido de su cargo tras finalizar el campeonato.
En 2017, asumió como entrenador de Ferro Carril Oeste de General Pico. A fines de 2018, fue contratado por Douglas Haig de Pergamino.

## Clubes

### Como jugador
| Club                   | País      | Año       |
| ---------------------- | --------- | --------- |
| Deportivo Guaymallén   | Argentina | 1989-1994 |
| Chacras de Coria       | Argentina | 1995-1998 |
| Audax Italiano         | Chile     | 1999      |
| Andes Talleres         | Argentina | 2000      |
| Gimnasia y Esgrima (M) | Argentina | 2000-2001 |
| Atlético Palmira       | Argentina | 2002-2003 |
| Deportivo Maipú        | Argentina | 2004-2005 |

### Como entrenador
| Club                    | País      | Año       |
| ----------------------- | --------- | --------- |
| Gimnasia y Esgrima (M)  | Argentina | 2012-2015 |
| Estudiantes (SL)        | Argentina | 2016      |
| Ferro Carril Oeste (GP) | Argentina | 2017-2018 |
| Douglas Haig            | Argentina | 2018-2021 |
| San Martin              | Argentina | 2022-Act. |

### Estadísticas como entrenador
| Equipo                     | Torneo        | Temporada     | Estadísticas | Estadísticas | Estadísticas | Estadísticas | Estadísticas | Estadísticas | Estadísticas | Estadísticas | % Efect. |
| Equipo                     | Torneo        | Temporada     | PD           | G            | E            | P            | GF           | GC           | DG           | Puntos       | % Efect. |
| -------------------------- | ------------- | ------------- | ------------ | ------------ | ------------ | ------------ | ------------ | ------------ | ------------ | ------------ | -------- |
| Gimnasia (M) Argentina     |               |               |              |              |              |              |              |              |              |              |          |
| TAB                        | 2012-13       | 23            | 14           | 3            | 6            | 36           | 26           | +10          | 45/69        | 65,22%       |          |
| TAB                        | 2013-14       | 34            | 21           | 7            | 6            | 66           | 26           | +40          | 70/102       | 68,63%       |          |
| CAR                        | 2013-14       | 2             | 1            | 1            | 0            | 1            | 0            | +1           | 4/6          | 66,66%       |          |
| TFA                        | 2014          | 20            | 11           | 2            | 7            | 22           | 16           | +6           | 35/60        | 58,33%       |          |
| CAR                        | 2014-15       | 1             | 0            | 1            | 0            | 1            | 1            | 0            | 1/3          | 33,33%       |          |
| PBN                        | 2015          | 28            | 10           | 3            | 15           | 25           | 38           | -13          | 33/84        | 39,29%       |          |
| Total club                 | Total club    | 108           | 57           | 17           | 34           | 151          | 107          | +44          | 188/324      | 58,02%       |          |
| Estudiantes (SL) Argentina |               |               |              |              |              |              |              |              |              |              |          |
| PBN                        | 2016          | 5             | 1            | 0            | 4            | 3            | 9            | -6           | 3/15         | 25,00%       |          |
| Total club                 | Total club    | 5             | 1            | 0            | 4            | 3            | 9            | -6           | 3/15         | 25,00%       |          |
| Ferro (GP) Argentina       |               |               |              |              |              |              |              |              |              |              |          |
| TFA                        | 2017-18       | 25            | 7            | 8            | 10           | 23           | 30           | -7           | 29/75        | 38,67%       |          |
| CAR                        | 2017-18       | 2             | 1            | 0            | 1            | 1            | 1            | 0            | 3/6          | 50,00%       |          |
| Total club                 | Total club    | 27            | 8            | 8            | 11           | 24           | 31           | -7           | 32/81        | 39,51%       |          |
| Total carrera              | Total carrera | Total carrera | 140          | 66           | 25           | 49           | 178          | 147          | +31          | 223/420      | 53,10%   |

## Palmarés

### Como jugador

#### Campeonatos regionales
| Título                   | Club                   | País      | Año  |
| ------------------------ | ---------------------- | --------- | ---- |
| Torneo Apertura LMF      | Chacras de Coria       | Argentina | 1998 |
| Liga Mendocina de Fútbol | Gimnasia y Esgrima (M) | Argentina | 2001 |

### Como entrenador

#### Campeonatos nacionales
| Título             | Club                   | País      | Año     |
| ------------------ | ---------------------- | --------- | ------- |
| Torneo Argentino B | Gimnasia y Esgrima (M) | Argentina | 2013-14 |

#### Otros logros
| |
| - Ascenso a Primera B Nacional con Gimnasia de Mendoza en el Torneo Federal A 2014. - Ascenso al Torneo Federal A con el Atlético Club San Martín (Mendoza) en el Torneo Regional Federal Amateur 2022-23. |